# Troy Deeney
Troy Matthew Deeney, né le 29 juin 1988 à Birmingham (Angleterre), est un footballeur anglais qui évolue au poste d'attaquant.

## Biographie
Deeney est né à Birmingham, dans les Midlands de l'Ouest dans une famille de trois enfants et a grandi à Chelmsley Wood.
Le 12 mai 2013, Watford affronte Leicester City lors du match retour de la demi-finale des barrages d'accession à la Premier League à Vicarage Road. Dans l'une des fins les plus dramatiques d'un match de barrage de l'histoire, Deeney a marqué un but dans le temps additionnel pour qualifier son équipe pour la finale des barrages d'accession à la Premier League à Wembley. Après que Manuel Almunia a sauvé un penalty tiré par Anthony Knockaert, qui avait lui-même obtenu le penalty, et un rebond, Watford est parti en contre-attaque dans le camp adverse, et Deeney, sur une passe décisive de Jonathan Hogg, a marqué le but de la victoire à la septième minute du temps additionnel. Deeney a célébré son but en enlevant son maillot et en sautant dans la foule. Les supporters des Hornets ont envahi le terrain après ce scénario improbable.
Le 30 août 2021, le capitaine des Hornets annonce qu'il quitte le club de Watford FC pour lequel il jouait depuis plus de dix ans.
Après son départ, il signe alors à Birmingham City, le club de sa ville natale. Où il reste 2 saisons en championship, réussissant à se maintenir à la 20ème place pour sa première saison et à la 17ème pour sa dernière. Il quitte ensuite le club pour se rendre à la ville de Nailsworth.
Le 17 août 2023, il rejoint Forest Green Rovers en League Two. Il marque son premier but avec sa nouvelle équipe le 26 août 2023, 15 minutes après être rentré, permettant à son équipe de décrocher le nul face à son adversaire le AFC Wimbeldon.
Le 23 septembre 2023, il inscrit un triplé en championnat face à Notts County mais ça ne permet pas à son équipe de s'imposer (score 4-3). Il est libéré de son contrat le 18 janvier 2024 et est actuellement libre de tout contrat.

## Statistiques
| Saison                | Club                  | Championnat           | Championnat | Championnat | Coupe nationale | Coupe nationale | Coupe de la Ligue | Coupe de la Ligue | Playoffs | Playoffs | Total | Total |
| Saison                | Club                  | Division              | M.          | B.          | M.              | B.              | M.                | B.                | M.       | B.       | M.    | B.    |
| 2006-2007             | Walsall FC            | League Two            | 1           | 0           | -               | -               | -                 | -                 | -        | -        | 1     | 0     |
| 2007-2008             | Walsall FC            | League One            | 35          | 1           | 5               | 0               | -                 | -                 | -        | -        | 40    | 1     |
| 2008-2009             | Walsall FC            | League One            | 45          | 12          | 3               | 0               | 1                 | 0                 | -        | -        | 49    | 12    |
| 2009-2010             | Walsall FC            | League One            | 42          | 14          | 3               | 0               | 1                 | 0                 | -        | -        | 46    | 14    |
| Sous-total            | Sous-total            | Sous-total            | 123         | 27          | 11              | 0               | 2                 | 0                 | -        | -        | 136   | 27    |
| 2010-2011             | Watford FC            | Championship          | 36          | 2           | 2               | 0               | 2                 | 1                 | -        | -        | 40    | 3     |
| 2011-2012             | Watford FC            | Championship          | 43          | 11          | 2               | 1               | 1                 | 0                 | -        | -        | 46    | 12    |
| 2012-2013             | Watford FC            | Championship          | 40          | 19          | 1               | 0               | -                 | -                 | 2        | 1        | 43    | 20    |
| 2013-2014             | Watford FC            | Championship          | 44          | 24          | 3               | 1               | 1                 | 0                 | -        | -        | 48    | 25    |
| 2014-2015             | Watford FC            | Championship          | 42          | 21          | 1               | 0               | -                 | -                 | -        | -        | 43    | 21    |
| 2015-2016             | Watford FC            | Premier League        | 38          | 13          | 5               | 2               | -                 | -                 | -        | -        | 43    | 15    |
| 2016-2017             | Watford FC            | Premier League        | 37          | 10          | 2               | 0               | 1                 | 0                 | -        | -        | 40    | 10    |
| 2017-2018             | Watford FC            | Premier League        | 29          | 5           | 1               | 1               | 1                 | 0                 | -        | -        | 31    | 6     |
| 2018-2019             | Watford FC            | Premier League        | 32          | 9           | 5               | 2               | -                 | -                 | -        | -        | 37    | 11    |
| 2019-2020             | Watford FC            | Premier League        | 27          | 10          | -               | -               | -                 | -                 | -        | -        | 27    | 10    |
| 2020-2021             | Watford FC            | Championship          | 19          | 7           | -               | -               | -                 | -                 | -        | -        | 19    | 7     |
| 2021-2022             | Watford FC            | Premier League        | 2           | 0           | -               | -               | -                 | -                 | -        | -        | 2     | 0     |
| Sous-total            | Sous-total            | Sous-total            | 389         | 131         | 22              | 7               | 6                 | 1                 | 2        | 1        | 419   | 140   |
| 2021-2022             | Birmingham City       | Championship          | 21          | 4           | 1               | 0               | -                 | -                 | -        | -        | 22    | 4     |
| 2022-2023             | Birmingham City       | Championship          | 33          | 7           | 1               | 0               | -                 | -                 | -        | -        | 34    | 7     |
| Sous-total            | Sous-total            | Sous-total            | 54          | 11          | 2               | 0               | -                 | -                 | -        | -        | 56    | 11    |
| 2023-2024             | Forest Green Rovers   | League Two            | 16          | 4           | 2               | 0               | -                 | -                 | -        | -        | 18    | 4     |
| Sous-total            | Sous-total            | Sous-total            | 16          | 4           | 2               | 0               | -                 | -                 | -        | -        | 18    | 4     |
| Total sur la carrière | Total sur la carrière | Total sur la carrière | 582         | 173         | 37              | 7               | 8                 | 1                 | 2        | 1        | 629   | 182   |

## Palmarès

### En club
- Watford FC
  - Vice-champion d'Angleterre de deuxième division en 2015 et 2021.
  - Finaliste de la Coupe d'Angleterre en 2019.

### Distinction personnelle
- Membre de l'équipe-type de D2 anglaise en 2015.